# 일리부
일리부(만주어 : ᡞᠯᡞᠪᡠ 전사 : Ilibu 伊里布, 1772년 - 1843년)은 청나라 말기의 만주족 관리이다. 자는 신농이며, 청나라 황실 아이신 교로 하라 출신으로, 양남팔기의 기인 출신이다. 아편 전쟁을 종결시킨 난징 조약에서 청나라 측의 대표로 서명한 인물 중 한 명이다.

## 생애
1801년(가경 6년)에 과거에 합격하여 진사가 되었고, 국자감의 교장직을 받았다. 그는 운남부 남관 통판에 임명되었다가 징강 지부, 등충 지주를 역임했다. 현지 토사와 좋은 관계를 구축했기 때문에 운귀총독 백린으로부터 추천을 받았다. 1821년(도광 원년), 운귀총독이었던 경보(킨바오)를 따라 영북(永北)에서 소수 민족의 반란을 진압하는 공을 세워 영창 지부를 대행했다. 얼마 후 안휘 태평부 지부로 승진한 후 산서성 기녕도대(冀寧道台), 절강 안찰사, 호북, 절강 포정사 등의 지방관직의 요직을 역임했다. 1825년(도광 5년) 산서 순무로 승진하였고, 또한 산동과 운남 순무로 그 청렴함으로 유명세를 떨쳤다.
1833년(도광 13년), 운귀 총독으로 자리를 옮겼다. 1838년, 협변대학사(協弁大學士)의 직함을 받았고, 이듬해에는 양강 총독으로 임명되었다. 아편 전쟁 때에는 흠차대신에 임명되어, 절강성 연해에서의 군사 작전의 책임을 맡았다. 기선, 유겸 등과 전투를 결정하지 못했고, 일리부도 점령된 해정의 영군군을 대면하였으나, 그들 또한 적극적으로 출격을 하지 않았다. 1841년 정월, 청나라 정부는 일리부에게 해정의 공격을 명령했지만, 영국군은 홍콩을 점령했기 때문에 해정에서 철수했다. 일리부는 해정을 수복했다고 상소를 올렸고, 다만 책임을 피하기 위해 “덧붙여 기선과 함께, 병력과 대포가 아직 모이지 않았다는 구실로 공격을 늦추었는데 적선이 도망갔다”는 말을 했다. 일리부는 협변대학사의 직함을 박탈당하고 양강 총독에 유임된 유겸에게 군의 지휘권을 넘겨 주었다. 얼마 지나지 않아 유겸은 일리부가 장희를 파견해 영국군과 무단으로 거래를 하고, 교전을 않는다는 밀약을 맺었다고 탄핵했고, 일리부는 직무를 박탈당하고 수감되었다.
1841년(도광 21년) 10월 영국군은 해정, 영파 등을 차지했고, 유겸은 전사했다. 1842년 3월, 뒤를 이은 양위장군 혁경마저 패하자 청나라 정부는 다시 일리부를 기용할 수밖에 없었고, 영국군과 싸우는 기영을 지원하라고 명령했다. 기영은 일리부에게 자포진 방어를 명했다. 일리부는 영국군과 접촉하기 위해 장희를 파견했지만, 영국군은 이후 오송구(呉淞口)를 공격하고 장강을 따라 올라가 남경에 도착했다. 위기를 느낀, 청나라 정부는 영국과의 협상을 위해 기영과 일리부를 파견하였고, 결국 〈난징 조약〉에 서명했다.
난징 조약 체결 이후 광저우 장군, 흠차대신에 임명되어 광저우에 있으면서 전후 처리를 하는 일을 맡았다. 일리부의 부임으로 광저우의 민심은 불만이 높아졌으며, 또한 영국에 의한 강요도 많아졌다. 그는 이내 쇠약해져 사망한다.
그의 사후 태자태보로 추증되었고, 문민(文敏)이라는 시호가 내려졌다.

## 참고자료
- 청사고, 370권, 열전 157